# مؤسسه عالی بهداشت عمومی دانشگاه اسکندریه
مؤسسه عالی بهداشت عمومی دانشگاه اسکندریه در سال ۱۹۵۶ با حمایت سازمان بهداشت جهانی مصر و خاورمیانه تأسیس شد. این موسسه مدرک کارشناسی ارشد و دکترا را در شاخه‌های مختلف بهداشت عمومی به پزشکان و غیر پزشکان اعطا می‌کند. اولین شماره مجله خود را در سال ۱۹۷۰ منتشر کرد، سپس سازمان بهداشت جهانی آن را در پایگاه داده فهرست پزشکی منطقه مدیترانه شرقی قرار داد.

## بخش‌های مؤسسه و مدارک اعطایی
موسسه عالی بهداشت عمومی (وابسته به دانشگاه اسکندریه) شامل ده دپارتمان می‌باشد که با توجه به شرایط هر دپارتمان مدارک دیپلم، فوق لیسانس و دکترای بهداشت عمومی را به پزشکان و غیر پزشکان اعطا می‌کند:
1. بخش آمار حیاتی
2. دپارتمان مدیریت بهداشت و علوم رفتاری که شامل تخصص‌های زیر است:
  1. تخصص مدیریت، برنامه‌ریزی و سیاست سلامت
  2. رشته مدیریت بیمارستان
3. گروه بهداشت کار و پزشکی صنعتی
  1. دیپلم ایمنی شغلی
  2. دیپلم حرفه ای پرستاری
4. گروه اپیدمیولوژی
5. گروه میکروبیولوژی
6. دپارتمان بهداشت محیط که شامل تخصص‌های زیر می‌باشد:
  1. تخصص مقاومت در برابر انتقال بیماری و خطرات آفت کش‌ها
  2. گرایش بهداشت محیط کار و آلودگی هوا
  3. شیمی و زیست‌محیطی
  4. گرایش مهندسی محیط زیست
  5. تخصص در بهداشت مواد غذایی و کنترل مواد غذایی
7. گروه تغذیه و شامل تخصص‌های:
  1. گرایش تغذیه
  2. گرایش آنالیز غذا
  3. گرایش آموزش بهداشت و علوم رفتاری
8. دپارتمان بهداشت خانواده شامل تخصص‌های زیر می‌باشد:
  1. تخصص سلامت مادر و کودک
  2. گرایش بهداشت مدارس و نوجوانان
  3. گرایش سلامت روان
  4. تخصص سلامت سالمندان
  5. پرستاری بهداشت عمومی
9. بخش مراقبت‌های بهداشتی اولیه
10. گروه بهداشت و انگل‌شناسی گرمسیری